# Letopisețul de la Putna
Letopisețul de la Putna, denumit în realitate Povestire pe scurt despre domnii Moldovei (Сказанїє въ кратцѣ o моʌдавскыхь господарєнь) a fost un letopiseț scris în slavonă, astăzi pierdut, cronică din care s-au păstrat două copii.
Una din copii, atribuită de lingvistul Ioan Bogdan cronicarului Azarie, este înglobată într-un codice aflat la Petersburg. Tot Ioan Bogdan i-a dat numele de „Letopisețul de la Putna”, presupunând, pe baza unor elemente istorice, că originalul (pierdut) provenea de la mănăstirea Putna. Evenimentele descrise se opresc la anul 1518. Atât Ioan Bogdan, cât și Nicolae Iorga consideră că „Letopisețul de la Putna” este o prescurtare a textului din Letopisețul de la Bistrița.
Cea de-a doua copie este scrisă de călugărul Isaia și a fost încorporată într-un zbornic de proveniență poloneză care se păstrează la Biblioteca Academiei teologice din Kiev. Evenimentele descrise se opresc la anul 1525.

## Conținutul letopisețului
Povestirea pe scurt despre domnii Moldovei începe „de la facerea lumii” în anul 6867 [1359], de atunci, cu voia lui Dumnezeu, s-a început țara Moldovei: 
A venit Dragoș voievod din țara Ungurească, din Maramureș, la vânătoare după un bour și a domnit 2 ani.
Și a domnit fiul lui Sas, 4 ani.
Și a domnit Bogdan, 4 ani.
Și a domnit fiul lui, Lațco, 8 ani.
Și a domnit fiul Mușatei, Petru, 16 ani.
Și a domnit fratele lui, Roman, 3 ani.
Și după dânsul a domnit fratele lui, Ștefan, 7 ani.
Și a domnit Iuga 2 ani.
În anul 6907 [1399] a venit la domnie Alexandru voievod și a domnit 32 de ani și 8 luni.
Iliaș, întâiul lui fiu, a domnit 2 ani și 9 luni singur, iar cu fratele său, Ștefan, au domnit împreună 7 ani. A prins Ștefan voievod, pe fratele său Iliaș și l-a orbit. Iar Ștefan voievod, singur, a domnit 5 ani.
Și i-a tăiat capul Roman voievod și a domnit Roman voievod, fiul lui Iliaș, un an.
A domnit Petru voievod, fiul lui Alexandru voievod, un an. Și el a dat cetatea Chilia ungurilor.
Și a domnit Ciubăr 2 luni.
A domnit Alexăndrel, fiul lui Iliaș voievod, 4 ani. Și în vremea lui a fost binecuvântat prea sfințitul chir Theoctist ca mitropolit de patriarhul Nicodim al Țării Sârbești, în vremea bine credinciosului despot Gheorghie. Și a murit la Cetatea Albă, în anul 6962 [1454] august 26.
A domnit Bogdan voievod, fiul lui Alexandru voievod, tatăl lui Ștefan voievod, 2 ani. Și i-a tăiat capul Petru numit Aron, la Răuseni.
A domnit Aron 2 ani. Și în vremea lui s-a început darea turcească. Și după câtva timp i-a tăiat capul Ștefan voievod.